# Карас, Эмилиан Евгеньевич
Эми́лиан (Эми́л) Евге́ньевич Ка́рас (рум. Emilian "Emil" Caras; 21 декабря 1967) — советский и молдавский футболист, футбольный тренер.

## Карьера

### Клубная
Воспитанник кишинёвского спортинтерната. Профессиональную карьеру начал в 1985 году в клубе «Заря» из города Бельцы, сыграл в том сезоне 15 матчей. В 1986 году провёл уже 23 встречи и забил 2 гола, после чего, в сентябре, отправился в кишинёвский «Нистру», где и доиграл сезон, проведя 10 встреч. Сезон 1987 года снова провел в «Заре», сыграл в 34 матчах и забил 1 мяч.
В 1989 году выступал в составе клуба «Тигина-РШВСМ» из Бендер, сыграл 26 матчей, после чего, снова в сентябре, отправился в «Нистру», где и доиграл сезон, проведя 2 встречи. В сезонах 1990 и 1991 годов сыграл, соответственно, 34 (забил 1 гол) и 28 матчей.
С 1992 по 1995 год в составе всё того же клуба, сменившего название на «Зимбру», играл в уже независимом чемпионате Молдавии, провёл за это время 103 матча, в которых забил 19 голов, и стал, вместе с командой, 4 раза чемпионом страны и 1 раз финалистом Кубка Молдавии. Затем вторую половину 1995 года играл за клуб «Спуманте» из Криково, провёл 13 матчей, после чего вернулся в «Зимбру», где затем выступал до 1997 года, проведя 20 встреч и став, в составе клуба, 1 раз чемпионом страны, 1 раз вице-чемпионом и 1 раз обладателем национального кубка.
В 1997 году перебрался в российский клуб «Тюмень», где, однако, не закрепился, провёл только 2 матча в чемпионате и 1 встречу в Кубке России, и уже в августе покинул команду. В том же году вернулся в Молдавию, где продолжил карьеру в клубе «Молдова-Газ», за который выступал до конца 1998 года, проведя за это время 21 матч и забив 1 гол.
В начале 1999 года пополнил ряды клуба «Конструкторул», где, однако, не смог закрепиться, сыграл лишь 4 матча в лиге, но дошёл вместе с командой до финала Кубка и стал вице-чемпионом страны, после чего вернулся в клуб «Молдова-ГАЗ», где затем выступал вплоть до завершения карьеры игрока в 2000 году, проведя в свой последний профессиональный сезон 31 матч.

### В сборной
В составе главной национальной сборной Молдавии выступал с 1991 по 1995 год, сыграл за это время 6 матчей, в 4-х из которых выходил в стартовом составе, а в 2-х на замену.

### Тренерская
После завершения карьеры игрока занялся тренерской деятельностью, с 2000 года стал работать в «Дачии», сначала 2 года в качестве играющего тренера, затем ещё 2 года в качестве помощника главного тренера, а после этого 4 года, вплоть до октября 2008 года, возглавлял клуб, который привёл сначала к 3-му месту в чемпионате в сезоне 2004/05, а затем и ко 2-му в сезоне 2007/08, кроме того, вывел команду в финал Кубка страны 2004/05, а в 2006 году был назван тренером года в Молдавии.
Затем с декабря 2008 по 2009 год работал в «Тирасполе». В конце июля того же года ненадолго возглавил «Олимпию» (Бельцы), где в своё время начинал карьеру игрока, примечательно, что под руководством Караса «Олимпия» провела всего один официальный матч — 7 августа на выезде против клуба «Сфынтул Георге» из села Суручены, встреча завершилась вничью 0:0.
С августа 2009 года и до конца сезона работал тренером-ассистентом и переводчиком Мирчи Редника во владикавказской «Алании». С 2010 года начал работать в качестве ассистента Дана Петреску в «Кубани» ,
а затем и в других клубах — катарском «Аль-Араби» и китайском «Цзянсу Сайнти».

## Достижения

### В качестве игрока
Зимбру
- Чемпион Молдавии: (5) 1992, 1992/93, 1993/94, 1994/95, 1995/96
- Обладатель Кубка Молдавии: 1996/97
- Серебряный призёр Чемпионата Молдавии: 1996/97
- Финалист Кубка Молдавии: 1994/95

Конструкторул
- Серебряный призёр Чемпионата Молдавии: 1998/99
- Финалист Кубка Молдавии: 1998/99

### В качестве тренера
Дачия
- Серебряный призёр Чемпионата Молдавии: 2007/08
- Бронзовый призёр Чемпионата Молдавии: 2004/05
- Финалист Кубка Молдавии: 2004/05

### Личные
- Тренер года в Молдавии: 2006

## Личная жизнь
Эмил является племянником Иона Караса — тоже бывшего советского футболиста, а ныне молдавского тренера, работавшего в 1990-е с главной национальной сборной Молдавии.